# Kvinnlig modellstudie
Kvinnlig modellstudie, målning av Albert Edelfelt från 1874.
Hösten 1873 hade den då 19-årige Edelfelt flyttat till Antwerpen och börjat studera vid Konstakademin där han studerade ämnen som antikens historia, estetik och klädedräkt, ämnen nödvändiga för den konstnär som tänkte syssla med historiemåleri. På våren 1874 flyttade han istället till Paris. När hans mecenat B.O. Schauman fick höra att Edelfelt nu sysslade med nakenmåleri varnade han Edelfelt: "Ädle unge landsman tag Eder till vara för tidens falska riktningar [..] Fem timmar om dagen måla naken modell: hu jag ryser då jag tänker på alla dessa nuditeter."